# بنزآزپین
بنزآزپین‌ها ترکیبات شیمیایی هتروسیکلی هستند که از یک حلقه بنزن جوش خورده به یک حلقه آزپین تشکیل شده‌اند. مثالهایی از این دسته ترکیبات عبارتند از:

بنازپریل
فنولدوپام
GSK-189,254
ایوابرادین
Semagacestat
وارنیکلین

## همچنین ببینید
- بنزودیازپین
- دی‌بنزازپین